# Новоегоровка (Николаевская область)
Новоего́ровка (укр. Новоєгорівка) — село в Баштанском районе Николаевской области Украины.
Основано в 1905 году. Население по переписи 2001 года составляло 1454 человек. Почтовые индексы — 56156, 56157. Телефонный код — 5158. Занимает площадь 3 км².

## Местный совет
56156, Николаевская область, Баштанский район, с. Доброе, ул. Командовского, 2; тел. 9-62-46.

## Известные жители
- В селе родился Фёдоров Борис Васильевич — Герой Советского Союза.